# Aeroportul Opuwa
Aeroportul Opuwa (IATA: OPW, ICAO: FYOP) este un aeroport din Namibia ce deservește zona Opuwo.
Situat la o altitudine de 1.150 m, aeroportul dispune de o singură pistă.